# Muhlenbergia flavida
Muhlenbergia flavida är en gräsart som beskrevs av George Vasey. Muhlenbergia flavida ingår i släktet muhlygräs, och familjen gräs. Inga underarter finns listade i Catalogue of Life.